# 글리제 436 b
글리제 436 b는 적색 왜성인 글리제 436 주위를 돌고 있는, 해왕성 정도의 질량의 외계 행성이다. 2004년 8월에 발견되었으며, 물을 함유하고 있는 첫 번째 외계 행성으로 알려졌다. 2007년 5월 기준으로 이 행성은 모항성의 표면을 지나가는, 통과 현상을 보이는 외계 행성들 중 가장 질량이 작기도 한다.

## 발견
글리제 436 b는 2004년 워싱턴 카네기 재단의 폴 버틀러 박사 연구진, 캘리포니아 버클리 대학교 제오프리 마시 연구진에 의해 발견되었다. 게자리 55 e와 함께 글리제 436 b는 해왕성과 비슷한 질량을 지닌 행성으로 기록되었다.
2007년 b가 어머니 항성의 표면 위를 지나가는 것을 발견했다. 통과 현상을 통하여 글리제 436 b의 반지름과 질량을 알 수 있었는데, 두 물리적 수치 모두 해왕성의 그것과 유사했다. 글리제 436 b는 통과 현상을 보이는 외계 행성들 중 가장 질량이 작기도 하다. 이 행성의 지름은 천왕성보다 4,000 킬로미터, 해왕성보다 5,000 킬로미터 더 크며 질량은 근소하게 더 크다.

## 물리적 특징

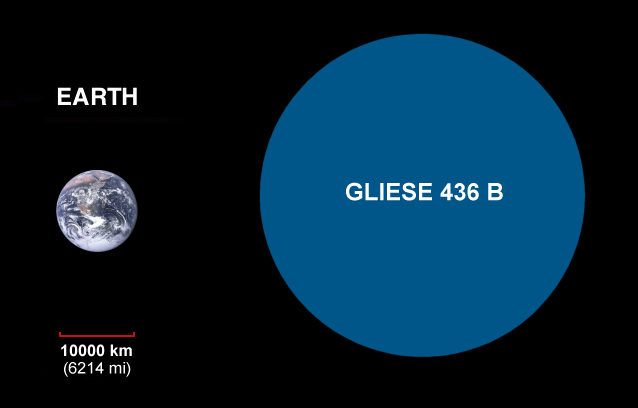
지구와 글리제 436 b의 크기를 비교한 것.

b가 어머니 항성 주위를 한 바퀴 도는 데에는 불과 39.5시간밖에 걸리지 않는다. 이 행성의 표면 온도는 대략 섭씨 439도이다. 이심률이 큰 궤도 때문에 받는 기조력으로 인해, 이 행성의 온도는 산술적인 계산치보다 더 높다. b의 주요 조성물은 높은 압력 하에서 존재하는, 다양한 형태의 뜨거운 ‘얼음’일 것으로 생각되며, 막대한 행성 자체의 내부 압력 덕분에 높은 온도에도 불구하고 고체 상태로 존재하고 있을 것이다. 관측된 이 행성의 지름으로 미루어 보아 내부 조성물들 중 외곽부에는 질량의 약 10퍼센트 정도를 차지하는 수소 및 헬륨층이 존재하는 것으로 보인다.

## 참고 문헌
1. ↑  Maness;  외. (2006). “The M Dwarf GJ 436 and its Neptune-Mass Planet”. 《Publications of the Astronomical Society of the Pacific》.
2. ↑  Butler;  외. (2004). “A Neptune-Mass Planet Orbiting the Nearby M Dwarf GJ 436”. 《The Astrophysical Journal》 617: 580 – 588. doi:10.1086/425173.[깨진 링크(과거 내용 찾기)]
3. ↑  Deming, D.;  외. (2007). 《Spitzer Transit and Secondary Eclipse Photometry of GJ 436b》. arXiv:0707.2778 [astro-ph].
4. ↑  David, Shiga (2007년 5월 6일). “Strange alien world made of "hot ice"”. New Scientist. 2008년 7월 6일에 원본 문서에서 보존된 문서. 2007년 5월 16일에 확인함.
5. ↑  Maggie, Fox (2007년 5월 16일). “Hot "ice" may cover recently discovered planet”. 《Science News》 (Scientific American.com). 2007년 5월 17일에 확인함.[깨진 링크(과거 내용 찾기)]

## 미디어 자료
- Hot "ice" may cover recently discovered planet, 로이터, 2007년 5월 16일
- Astronomers Detect Shadow Of Water World In Front Of Nearby Star (사이언스 데일리).

## 같이 보기
- 게자리 55 e
- 외계 행성이 확인된 항성 목록